# طرخشقون مميز
طرخشقون مميز (الاسم العلمي:Taraxacum insigne) هو نوع من النباتات يتبع جنس الطرخشقون من الفصيلة النجمية.